# 苏维埃爱国主义

苏维埃社会主义共和国联盟旗帜，苏联爱国象征。

苏维埃爱国主义（俄语：Советский патриотизм）是苏联人民对祖国的情感和文化依恋的社会主义爱国主义。 由于其提倡苏联民族自成一体，并且有爱国主义色彩，有时会被称为苏联民族主义或苏联爱国主义。

## 在苏联的表现

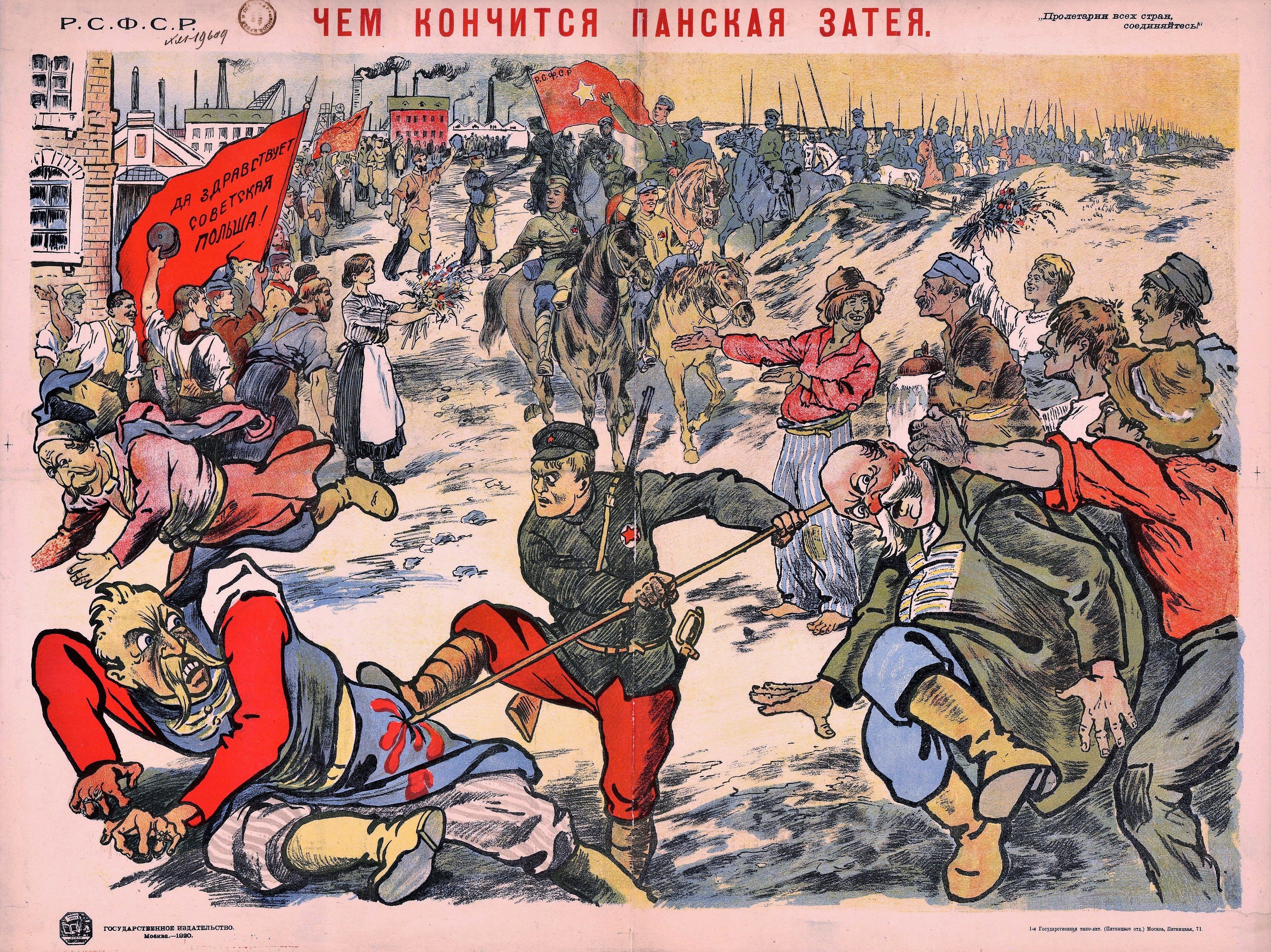
1920 年苏联反波兰联宣传海报

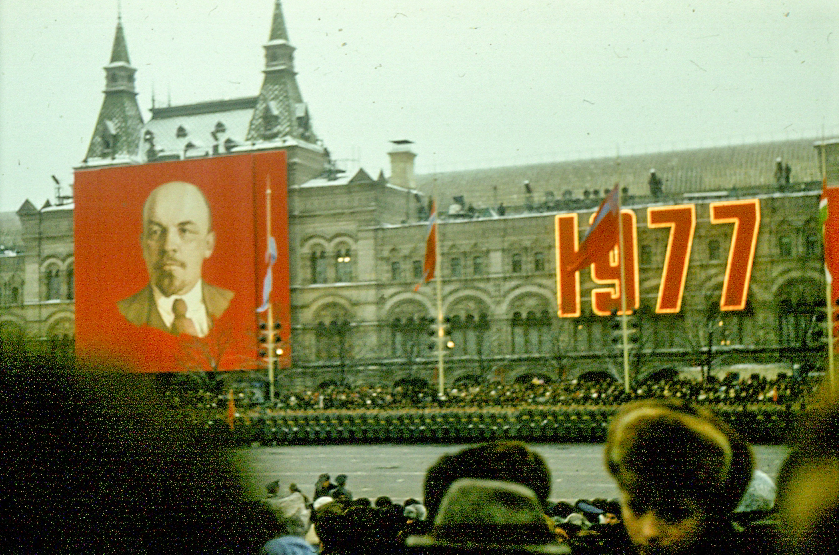
1977年十月革命日在莫斯科举行的阅兵式。

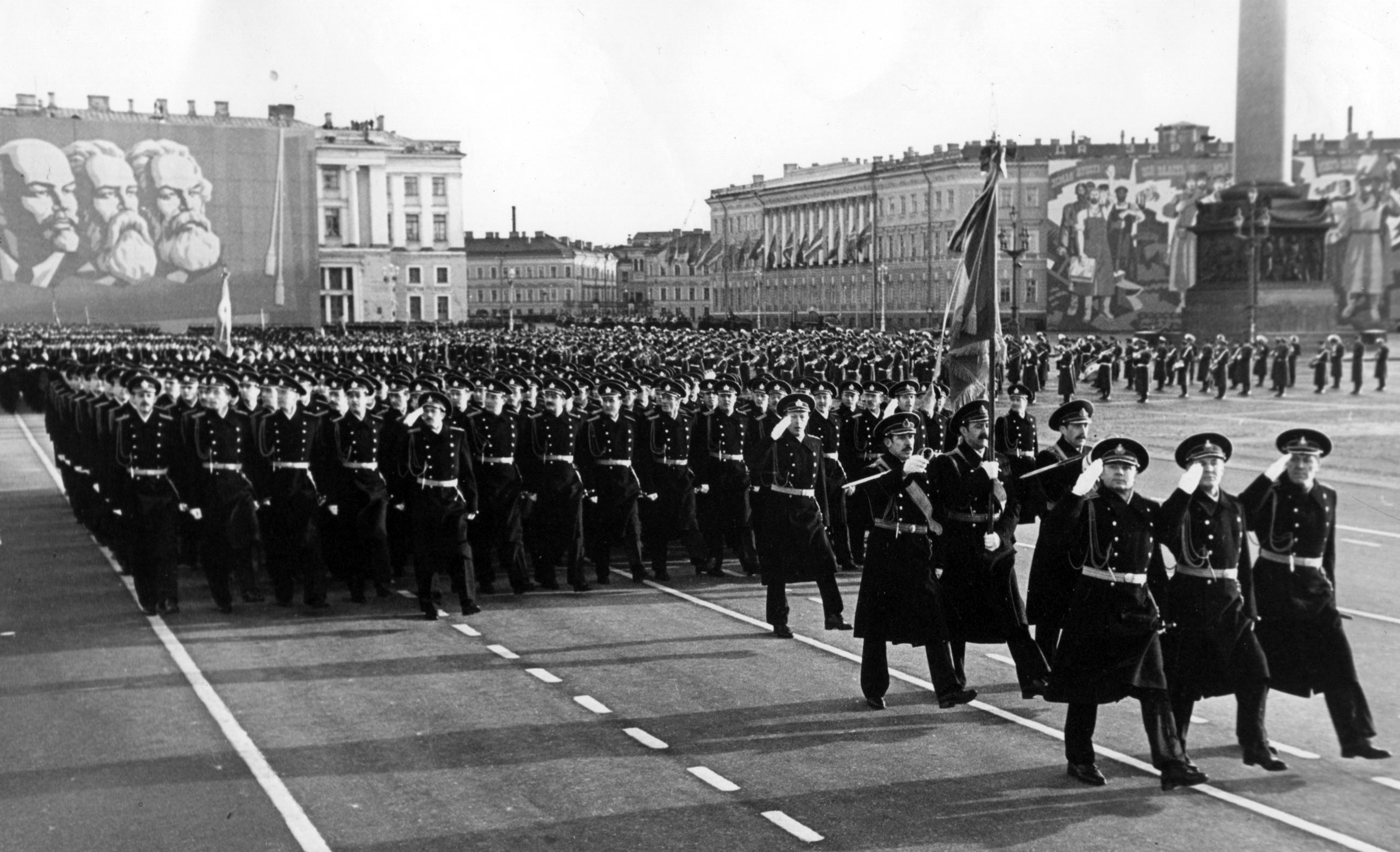
1983 年，阿纳托利·卡尔彭科上尉率领的库兹涅佐夫海军学院在列宁格勒皇宫广场上举行阅兵式。

斯大林强调中央集权的苏联社会主义爱国主义，其认为，应当把俄罗斯人视为“苏联人民的哥哥”。
第二次世界大战期间，苏联把“社会主义爱国主义”和“俄罗斯民族主义”融合在一起，将苏德战争描绘成不仅是共产主义者与法西斯主义者的斗争，更是一场决定苏联民族存亡的斗争。战后，民族主义正式纳入苏联意识形态。一些被认为“不可靠”的民族受到迫害，例如第二次世界大战期间发生了广泛的致命驱逐事件。 
尼基塔·赫鲁晓夫使苏联政府的政策摆脱了对斯大林的俄罗斯民族主义的依赖，赫鲁晓夫提倡苏联人民是超越国家的“苏联人民”，这个理念在1961年正式成为苏联的政策。这个理念并不是要同化苏联内所有民族，正相反，它提倡建立一个旨在消除种族差异的国家“兄弟联盟”。所以，苏联教育强调“国际主义”，苏联政府鼓励俄罗斯人离开俄罗斯并在其他苏联“共和国”定居。 
1970年代和1980年代苏联严重的经济问题严重损害了实现统一苏联民族的努力，导致非俄罗斯人和俄罗斯人中出现了一波反苏联情绪。 米哈伊尔·戈尔巴乔夫自称为苏联爱国者，致力于解决国家的经济和政治挑战，但随着1991年苏联解体，他也无法遏制地区和宗派主义和族裔民族主义的高涨

## 社会主义爱国主义和资产阶级民族主义

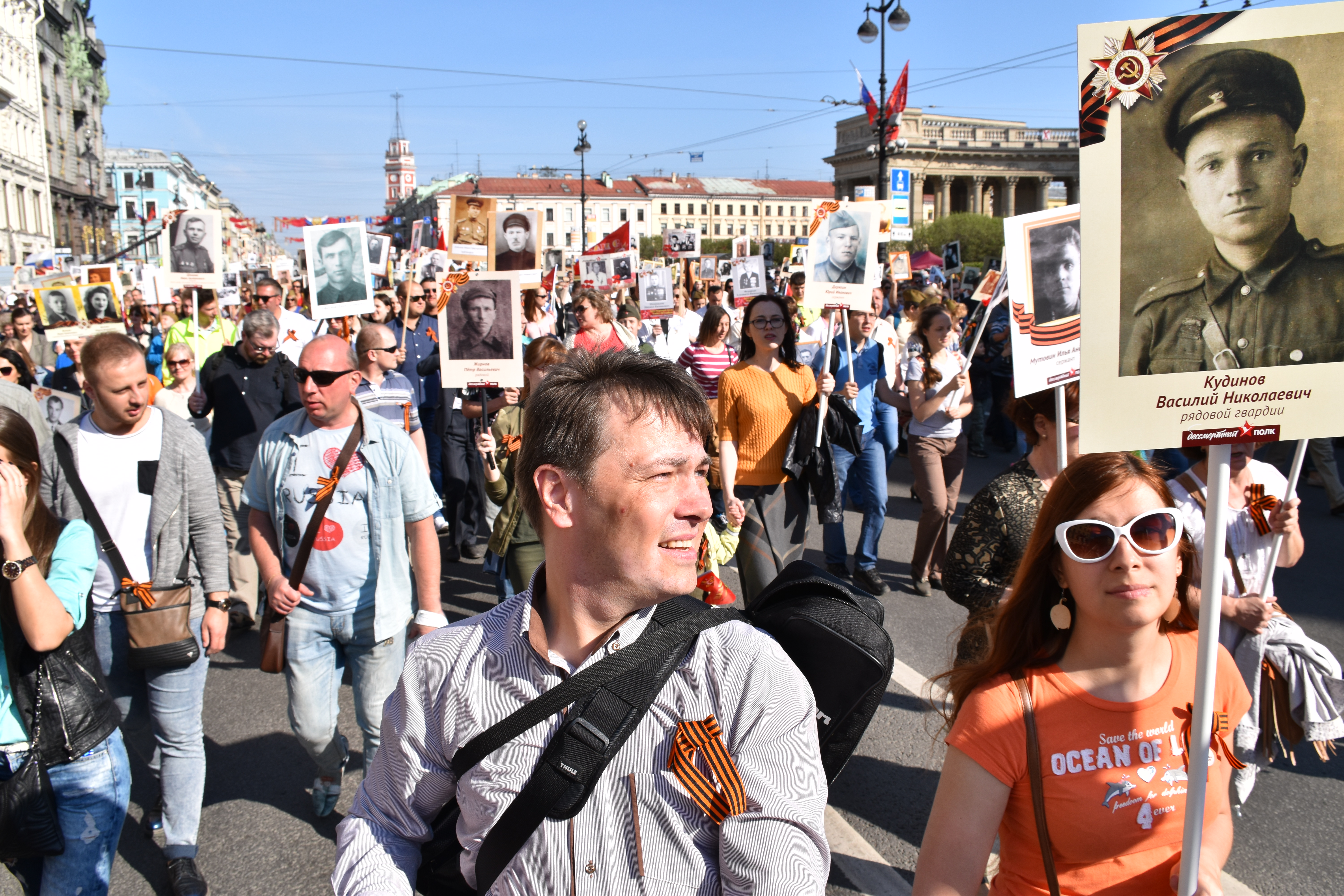
圣彼得堡不朽军团的人们手举参加苏德战争的祖先的肖像。

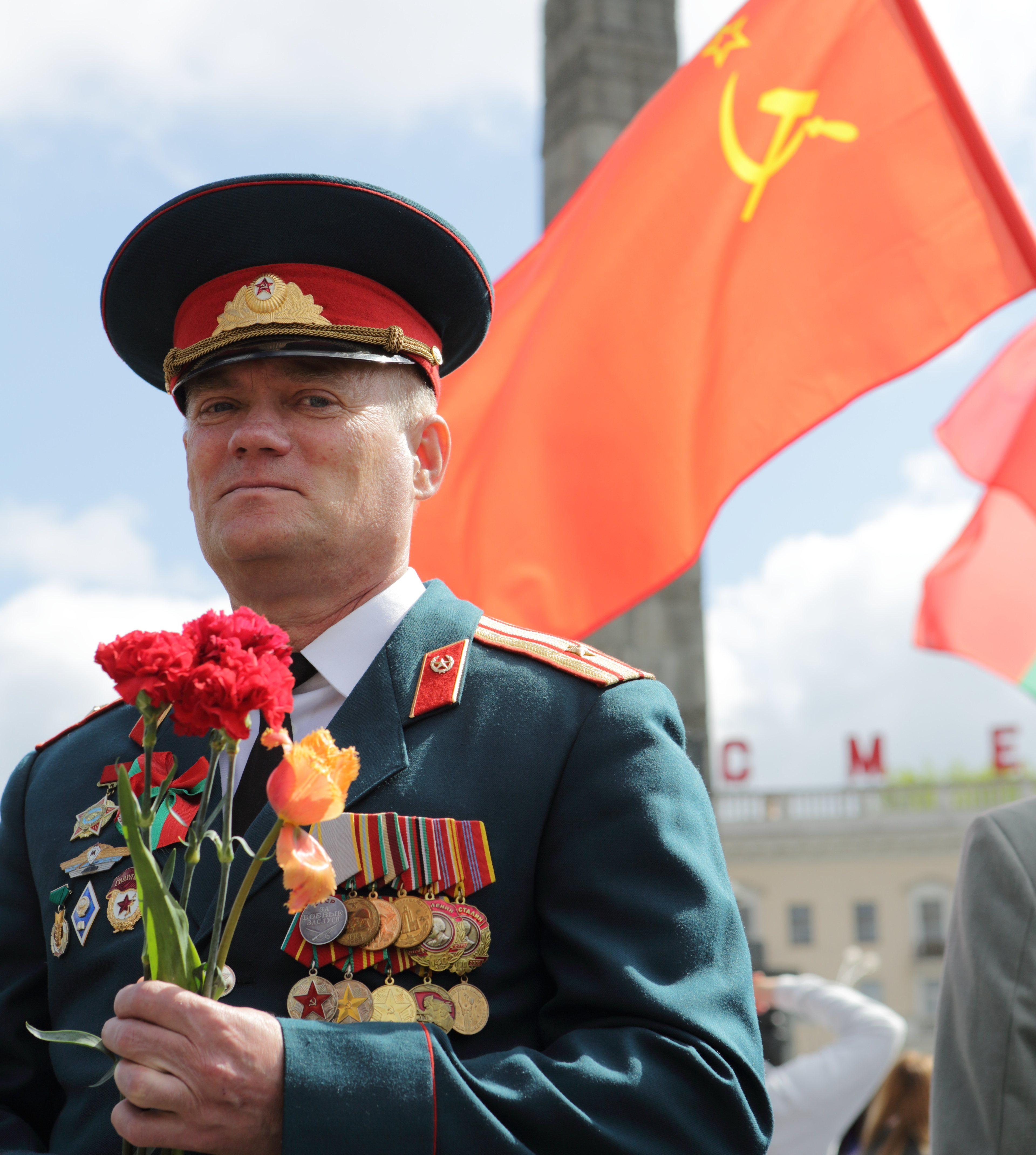
2014年胜利日，白俄罗斯武装部队成员在苏联国旗下致敬。

在当时特别强烈的国际共产主义观下，列宁将爱国主义分为“无产阶级、社会主义爱国主义”和“资产阶级民族主义”。 列宁提倡民族自决权和民族内部所有工人拥有结社权，但他也谴责沙文主义，并声称民族自豪感既有好的，也有不好的。 列宁明确谴责传统的俄罗斯民族主义为“大俄罗斯沙文主义”，列宁通过建立共和国和次共和国来容纳苏联的多个民族，为非俄罗斯民族提供自治。列宁还试图通过在苏联共产党中提拔非俄罗斯官员来对抗俄罗斯人，从而平衡国家领导层的种族代表性。
中华人民共和国当代的中国民族主义被部分学者认为是以苏联民族主义为蓝本的。 

## 当代苏联爱国主义
在现代俄罗斯，部分观点认为俄罗斯联邦共产党遵循苏联民族主义的意识形态。 
在俄罗斯、乌克兰、摩尔多瓦、白俄罗斯、哈萨克斯坦等许多后苏联国家，尤其是老一代人中，存在着对苏联的怀旧情绪。俄罗斯军队在俄乌战争期间（特别是2022年的俄乌战争期间）在军队中使用了苏联的旗帜或标志，使俄罗斯军队在乌克兰的行动合法化。